# Тараканов, Альберт Михайлович
Альберт Михайлович Тараканов (род. 15 августа 1938, Саратов) — советский и российский музыкант, пианист, педагог, народный артист России (1994).

## Биография
Альберт Михайлович Тараканов родился 15 августа 1938 года в Саратове. Занимался музыкой с раннего детства. Окончил в Саратове Центральную детскую музыкальную школу, а затем Музыкальное училище (класс С. С. Бендицкого).
В 1963 году окончил Московскую консерваторию (класс профессора Г. Г. Нейгауза).
С 1963 года работал солистом Саратовской областной филармонии. В его репертуаре более 30 сольных программ и 27 концертов для фортепиано с оркестром. Гастролировал как в России, так и за рубежом (Англия, Франция, Германия,  Италия, Дания, Китай).
Одновременно с 1963 года преподаёт в Саратовской государственной консерватории имени Л. В. Собинова, заведующий кафедрой специального фортепиано (с 1992 года — профессор исполнительского факультета). Преподаёт в международной летней школе в Лондоне.
Среди его учеников — заслуженные артисты России, лауреаты конкурсов различных рангов: М. Демидович — обладатель гран-при в Швеции, Т. Сафонова — лауреат II премии в Греции, А. Андреев — дипломант конкурса им. Гаврилина, Е. Шматова — дипломант конкурса «Вдохновение» в Волгодонске.
С 1993 года — организатор и художественный руководитель Российского фестиваля имени Г. Г. Нейгауза в Саратове.

## Награды и премии
- Заслуженный артист РСФСР (31.08.1979)[2].
- Народный артист России (11.04.1994)[3].
- Почётный знак Губернатора Саратовской области (07.09.2018)[4].
- Почётная грамота губернатора Саратовской области.